# Gaskin manevar
Gaskin manevar (engl. The Gaskin Maneuver) ili Gaskin hvat pomoćni je pokret pri porodu. U ovom pokretu majka se postavlja u četveronožni položaj (koljeno-lakatni položaj) kako bi se oslobodila ramena djeteta koja su 'zaglavila' u porodnom kanalu. Prema jednoj studiji Gaskin manevar smanjuje za 84% distociju fetalnih ramena. Prva ga je opisala primalja Ina May Gaskin nakon što ga je naučila od autohtonih majanskih primalja s gvatemalske visoravni.   
Gaskin manevar prvi je opstetrički manevar koji je nazvan po primalji i uopće po nekoj ženi. Službeno je priznat u porodničarskoj literaturi 1999. godine.